# Venantino Venantini

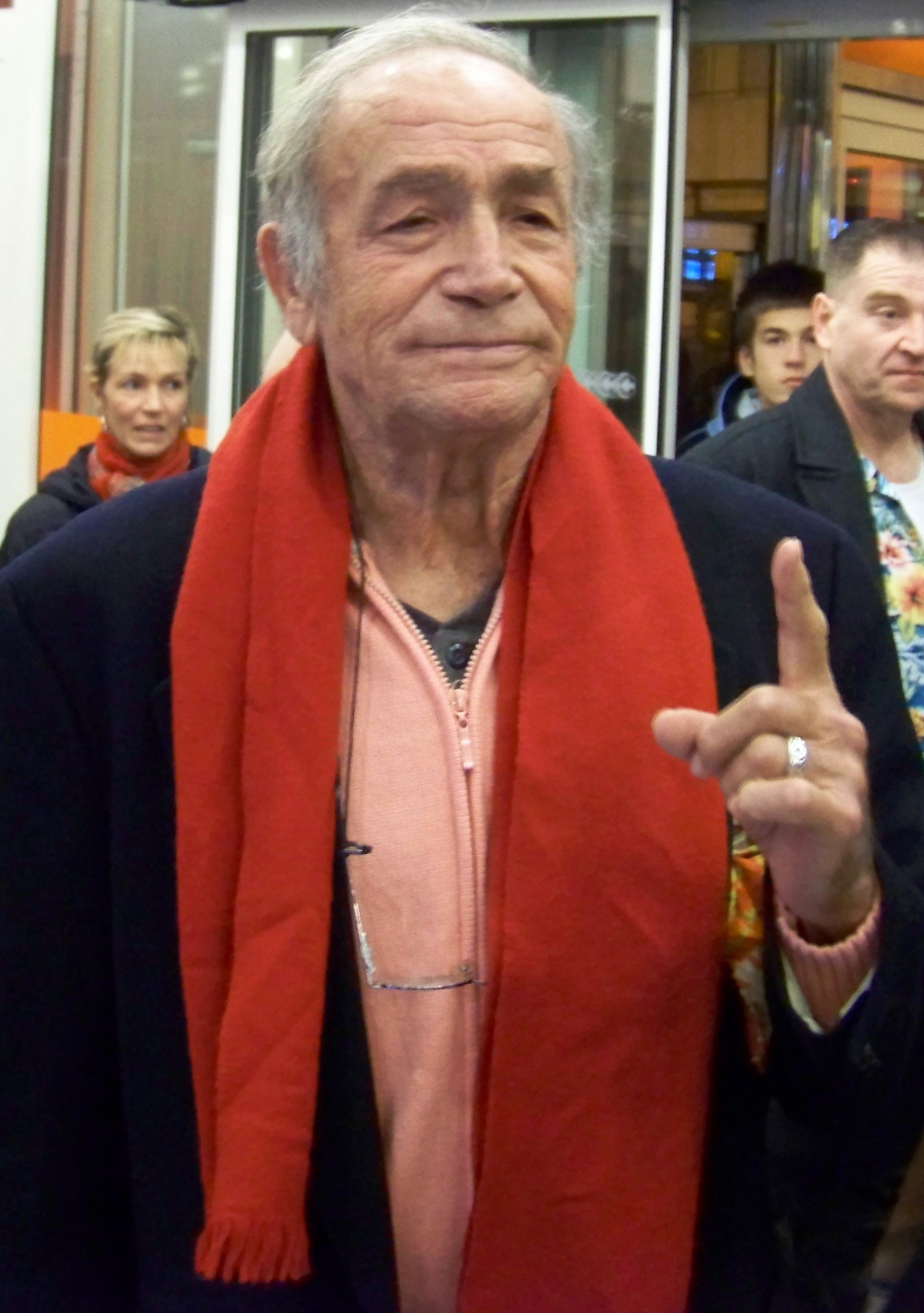
Venantino Venantini, em 2009.

Venantino Venantini (Fabriano, 17 de abril de 1930 — Viterbo, 9 de outubro de 2018) foi um ator de cinema italiano. Fez sua estréia no cinema com uma aparição em Un giorno em pretura sob a direção de Steno e teve seu primeiro papel importante em Odissea Nuda, dirigido por Franco Rossi. Entre os quase 150 filmes em que atuou, alguns se tornaram favoritos cult, como Les Tontons flingueurs , Amore libero - Free Love , Emanuelle nera e City of the Living Dead.
Morreu em 9 de outubro de 2018 no hospital de Viterbo por consequências pós-operatórias de uma cirurgia no fêmur.